# Julio Alberto Acuña
Julio Alberto Acuña (1 de julio de 1923-15 de junio de 1994) fue un militar argentino, perteneciente a la Armada, que alcanzó el rango de contraalmirante. Se desempeñó como gobernador de facto de la provincia de Río Negro entre 1978 y 1982.

## Biografía
Nació en julio de 1923. Asistió a la Escuela Naval Militar, egresando como guardiamarina de la Armada Argentina en enero de 1943, integrando la promoción 71.
A lo largo de su carrera naval, ocupó puestos en el crucero ARA Veinticinco de Mayo (C-2), la Dirección General del Personal Naval (la cual también llegó a encabezar), el buque oceanográfico ARA Bahía Blanca (Q-7), la Comisión Naval argentina en Estados Unidos, la Base Naval Río Santiago, la Base Naval Puerto Belgrano, el Comando en Jefe de la Armada y el Estado Mayor Conjunto de las Fuerzas Armadas, entre otros destinos.
Fue también comandante del portaviones ARA Independencia (V-1) en 1968. Alcanzó el grado de contraalmirante en 1969, con el cual pasó a retiro.
Se desempeñó como director del Centro de Estudios Estratégicos de la Armada y asesor en estrategia general de la Escuela de Guerra Naval.
El 9 de noviembre de 1978, el presidente (de facto) Jorge Rafael Videla lo designó gobernador de la Provincia de Río Negro.
El 29 de marzo de 1981, fue confirmado en el puesto por el nuevo presidente, Roberto Eduardo Viola —en acuerdo con la Junta Militar. El 20 de noviembre del mismo año, ante la inminente caducidad de su mandato (23 de noviembre de 1981), el primer magistrado —con el aval de la JM— lo designó por un nuevo período.
El 21 de julio de 1982, fue ratificado, por segunda vez, por Reynaldo Bignone. Acuña presentaría su renuncia, la cual fue aceptada el 30 de agosto de 1982.
Hasta mayo de 1993 fue presidente del Centro Naval de Buenos Aires. Falleció en junio de 1994.